# Da me
Da me è un singolo del gruppo musicale italiano Dari, estratto come secondo singolo dell'album In testa.